# Ira Hinckley
Ira Hinckley (30 de octubre de 1828-10 de abril de 1904) fue un líder y pionero mormón que supervisó la construcción y el mantenimiento de Cove Fort, una fortificación estratégicamente situada a medio camino entre Salt Lake City y St. George, Utah. Fue padre del autor Bryant S. Hinckley y el apóstol mormón Alonzo A. Hinckley, así como abuelo del presidente de la iglesia mormona, Gordon B. Hinckley, y un conocido del fundador de la iglesia Joseph Smith.

## Biografía
Nació en Bastard Township, en el Condado de Leeds, en el Alto Canadá. Se unió a La Iglesia de Jesucristo de los Santos de los Últimos Días en 1844.
En 1867, Hinckley vivía en su granja de Coalville, en el territorio de Utah, cuando Brigham Young le pidió que construyera una fortificación en la estación en dirección hacia Cove Creek. Hinckley abandonó la zona en unos días. El fuerte fue restaurado en los años noventa.
Practicó la poligamia: se casó con cuatro esposas, pero nuncatuvo más de tres al mismo tiempo: Eliza Jane Evans, Adelaide Cameron Noble, su hermana Angeline Wilcox Noble, y Margaret Harley, que fue 31 años su "junior". Fue padre de 21 niños. El último, una hija de MArgaret Harley que nació cuando Ira tenía 61 años, nunca visitó su casa para ver a su padre hasta tener al menos dos años porque tenía miedo de visitar la casa y ser arrestada por cohabitación. Hinckley al final fue arrestado y tuvo que pagar 200 dólares.
- Datos: Q2890381